# Caviadini
I Caviadini o Cabiadini (Caviaditt in lingua lombarda) sono i biscotti tipici della Valsassina, noti per la loro forma rettangolare con un taglio nel mezzo.

## Etimologia
Il nome di questi biscotti non ha origini certe. È riportato da Carlo Del Teglio, uno scrittore della zona, che alcuni cuochi fecero da “cavia” per la creazione di un nuovo dolce, da qui il nome.

## Storia
Si hanno notizie dei biscotti detti Caviadini dal 1600.
Il nome deriverebbe dal fatto che dei cuochi avrebbero fatto da "cavia" per i nuovi biscotti. Il nome "caviadini" indica in generale i biscotti mentre "cabiadini" è il nome specifico di quelli prodotti a Barzio.

## Ingredienti
Gli ingredienti sono farina bianca, burro, uovo, lievito vanigliato, zucchero, sale e zucchero granellato.